# كأس الكؤوس الأوروبية 1997–98
كأس الكؤوس الأوروبية 1997–98 هو الموسم 38 من  كأس الكؤوس الأوروبية. أقيم خلال الفترة 14 أغسطس 1997 وحتى 13 مايو 1998، والذي يشرف على تنظيمه الاتحاد الأوروبي لكرة القدم، وكان عدد الأندية المشاركة فيه  47، وفاز فيه تشيلسي.

## نتائج الموسم
| المركز | فريق   | لعب | ف | ت | خ | له | عليه | ف.أ | نقاط | ملاحظة |
| ------ | ------ | --- | - | - | - | -- | ---- | --- | ---- | ------ |
|        | تشيلسي |     |   |   |   |    |      |     |      |        |